# Cours des 50-Otages
Le cours des 50-Otages est une des principales artères de la ville de Nantes (Loire-Atlantique), aménagée dans les années 1930 et 1940 sur le tracé de l'ancien cours de l'Erdre et dont le nom évoque un moment important de l'histoire de la ville.

## Situation et accès
Située dans le centre-ville de Nantes, le cours des 50-Otages, d'une longueur d'environ 800 mètres et d'une largeur de 60 à 70 mètres, est d'abord orienté Nord-Est/Sud-Ouest puis après une vaste courbe, finit par suivre une direction Nord-Ouest/Sud-Est : il rejoint alors le cours Franklin Roosevelt, qui était autrefois un bras de la Loire (le bras de la Bourse). À l'extrémité Nord se trouvent la place du Pont-Morand et l'esplanade des Cinq-communes-Compagnon-de-la-Libération, où s'élève le Monument aux Cinquante Otages, conçu par le sculpteur nantais Jean Mazuet et réalisé en 1950 par l'entreprise nantaise de chaudronnerie "Coyac". À proximité se trouve une statue en bronze du général de Gaulle, œuvre de l'artiste nantaise Françoise Boudier, inaugurée le 18 juin 2010.
Le cours des 50-Otages est prolongé au Nord par l'Erdre, avec sur la rive droite le quai de Versailles et sur la rive gauche le quai Ceineray et la préfecture. De la place du Pont-Morand, partent deux artères importantes, la rue de Strasbourg, percée à caractère haussmannienne à travers la vieille ville, et la rue Paul Bellamy qui est la plus longue artère nantaise, prolongement de la route de Rennes (RN 137).
Les anciens quais de l'Erdre, devenus contre-allées puis simples trottoirs portent les noms suivants : allée des Tanneurs, allée d'Orléans et allée Cassard en rive droite ; allée d'Erdre, allée Duquesne, allée Penthièvre et allée Jean-Bart en rive gauche. Ces allées servent toujours de nos jours de références aux adresses postales des immeubles longeant le cours.
Au no 9 de l'allée des Tanneurs se trouvent les bâtiments désaffectés du garage Demy qui ont servi de décor au film Jacquot de Nantes.
Des années 1960 jusqu'au années 1980, le no 5 allée Duquesne était en partie occupée par la gare centrale de la Compagnie de transport Drouin Frères (communément appelée « les cars Drouin ») et faisait office de « gare routière Nord » (la « gare routière Sud » étant celle de l'Allée Baco).
Le cours est jalonné par les places du Cirque (en bas de la rue de l'Hôtel-de-Ville) et de l'Écluse (en bas de la rue de Feltre, laquelle est prolongée par les rues du Calvaire, et de la Boucherie).
Le cours est suivi par les voies du tramway nantais avec un embranchement à la place de l'Écluse ; on y trouve 3 stations du Sud au Nord : Commerce (lignes 1, 2 et 3), Place du cirque et 50 Otages (ligne 2). La station Bretagne (ligne 3) se trouve en surplomb du cours, rue de la Boucherie, à proximité immédiate de celle de la Place du cirque (environ 80 m en passant par la rue Beaurepaire).
Située au pied de la place du Cirque, la Tour Bretagne domine le cours des 50-Otages depuis les années 1970.

## Origine du nom
Le cours rend hommage aux cinquante otages détenus en représailles après l'exécution à Nantes de Karl Hotz, feldkommandant des forces d'occupation stationnées dans la ville, le 20 octobre 1941, abattu par un commando de trois membres de l'Organisation spéciale, la branche armée du Parti communiste français. En représailles, l'occupant allemand procède deux jours plus tard à l'exécution de ces 48 prisonniers à Nantes, à Châteaubriant et à la forteresse du Mont-Valérien.
Pour cet acte de résistance, la ville reçoit également la croix de l'Ordre de la Libération des mains du général de Gaulle, le 14 janvier 1945, conformément au décret du 11 novembre 1941 qui élevait Nantes au rang de Compagnon de la Libération.

## Historique

### Au temps de l'Erdre
Jusqu'au VIe siècle, se trouvaient à cet endroit des marais que Saint Félix, 16e évêque de la ville fit noyer par la rivière, pour la rendre navigable sur la totalité de son cours, ainsi que pour protéger les remparts Ouest de la cité, alors confinée sur la rive gauche dans l'actuel quartier du Bouffay.
Au XIIIe siècle, la ville s'étend sur la rive droite avec la création du quartier Saint-Nicolas, nécessitant la construction de ponts et de quais. Ainsi, jusqu'à la première moitié du XXe siècle, on dénombre cinq ouvrages, du Nord au Sud : le pont Morand, le pont de l'Hôtel de Ville, le pont de l'Écluse, le pont d'Orléans et le pont d'Erdre. La rivière est alors bordée par les quais d'Erdre, Duquesne, Penthièvre et Jean-Bart sur la rive gauche, tandis que les quais des Tanneurs, d'Orléans et Cassard longent sa rive droite.
Tout près de là, à l'emplacement de l'« École maternelle publique Molière », situé place des Petits-Murs, se trouvait naguère un jeu de paume, dans lequel Molière et sa troupe vinrent probablement jouer une pièce le 11 juin 1648 (une plaque commémorative scellée sur le mur de l'école, rue Saint-Léonard, célèbre cet événement) ; pendant son séjour, l'illustre auteur est également témoin d'un baptême dans la paroisse Saint-Clément.
Au XVIIIe siècle, les quais de la rive droite sont en partie occupés par des tanneries, qui donnent plus tard naissance au quartier du "Marchix", lequel accueille aussi, par la suite, des filatures de coton et de laine (on en compte 23 en 1853).
En 1834, un cirque est construit en dur sur la place de l'Abreuvoir (l'actuelle place du Cirque), à l'angle de la rue de l'Arche-Sèche et de l'allée d'Orléans ; deux ans plus tard, il est pourvu d'une scène avec machinerie. Ce cirque est exploité à plusieurs reprises comme une salle de variétés.
En juin 1837, la Compagnie européenne du gaz inaugure une usine destinée à la fourniture de l'éclairage pour des particuliers, sur le quai des Tanneurs. Trois ans plus tard, la compagnie s'engage auprès de la municipalité à fournir durant les 18 années suivantes, la fourniture de gaz pour l'éclairage des rues, places et autres voies publiques de la ville. À la suite de la nationalisation des compagnies de gaz et d'électricité, le site est occupé aujourd'hui par des locaux d'EDF et GDF.
Cependant, l'Erdre comme la Loire sont des cours d'eau capricieux : en l'espace de 60 ans, ils débordent 8 fois, causant des inondations et d'importants dégâts dans la ville, emportant notamment plusieurs ponts. La construction d'une écluse en 1828 sur l'Erdre (dont le souvenir est perpétué par l'actuelle « place de l'Écluse ») n'y change pas grand chose.

De plus la rivière est jugée insalubre et dangereuse pour l'hygiène publique, puisqu'elle servait d'exutoires d'égouts chargés de matières fécales, de résidus de tanneries, de liquides ammoniacaux et goudronneux, d'eaux usées ménagères etc. se transformant en un véritable cloaque durant les périodes de sécheresse  de chaleur et d'étiage de la rivière. Déjà en 1636, Dubuisson-Aubenay écrivait dans ses Itinéraires de Bretagne : « boueuse, stagnante, épaisse, mal-saine la rivière de l'Erdre est paresseuse ».

### La création du cours (1929-1945)
Des travaux de détournement de la rivière débutent en 1929, au titre des dommages de guerre. C'est donc une entreprise allemande qui en est chargée, sous la direction de l'ingénieur Karl Hotz. Sous les cours Saint-Pierre et Saint-André, le tunnel Saint-Félix est percé, permettant la jonction entre le canal éponyme et l'Erdre, qui trouve là sa nouvelle embouchure ; ce tunnel est inauguré en mars 1934. Cependant, pendant le percement du tunnel, la rivière emprunte toujours son cours naturel qui reste fréquenté, notamment par les vedettes et bateaux de plaisance qui la préfèreront au canal souterrain même après son ouverture.
En 1936, après avoir hésité entre la création d’une gare routière sur terrains rapportés et celle d’une chaussée souterraine dans l'ancien lit de la rivière, la municipalité prend la décision du comblement de celle-ci, le 15 novembre 1937. Alors que le Conseil municipal décide donc d'en faire une grande artère de circulation en 1937, elle envisage de nommer celle-ci "boulevard de l'Erdre".
Les travaux débutent alors en mars 1938. En octobre 1940, la Ville et les Ponts et Chaussées s'accordent sur la démolition des anciens ponts qui traversent le cours de la rivière, tandis, que les chômeurs sont employés sur les chantiers de terrassement. Les travaux se poursuivent jusqu'en 1941,.
Les anciens quais en surface sont alors transformés en allées permettant de desservir les habitations riveraines et sont séparés du futur cours par une rangée d'arbres. De l'époque où l'Erdre empruntait son lit d'origine, le nom de la place de l'Écluse évoque l'installation qui régulait le débit de l'Erdre, de même que celui de la place du Pont-Morand et de la place du Port-Communeau rappellent des aménagements qui composaient les rives du cours d'eau.
Son nom actuel lui été attribué à la Libération, le 20 octobre 1944 par le conseil municipal dirigé par Clovis Constant.

### Le réaménagement des années 1990
Le cours des 50-Otages joue un rôle important dans la vie de la cité peu après l'arrivée de Jean-Marc Ayrault à la tête de la municipalité en 1989. En effet, à l'occasion des travaux de prolongement de la deuxième ligne de tramway au début des années 1990, un réaménagement complet du cours paraît nécessaire, afin de lui donner un caractère plus urbain et piétonnier.
Ce réaménagement donne lieu à un travail préparatoire important dans lequel s'impliquent des associations, notamment Nantes la Bleue qui souhaite le retour de l'eau en centre-ville. La mairie organise un concours d'urbanisme auquel participe une dizaine d'architectes français et étrangers. Le projet retenu est celui de Bruno Fortier et d'Italo Rota, qui met l'accent sur le rôle du végétal. Le maire retire de ce choix une réputation de grande prudence gestionnaire. Élisabeth Hubert avait déclaré à ce propos que Jean-Marc Ayrault n'avait « pas le droit à l'erreur ! », étant donné l'importance réelle et symbolique de cet endroit.
En pratique, les allées latérales sont supprimées (bien qu'elles apparaissent toujours sur les plans du projet comme des voies séparées servant à la numérotation des immeubles riverains) et remplacées par de larges trottoirs pavés. Celui situé à l'Ouest est en partie occupé par les voies du tramway, afin de permettre la création de la ligne 2. Dès le début de ces travaux, la réservation de l'emplacement des voies avait été faite pour la future ligne 3 grâce à l'installation d'un aiguillage au niveau de la place l'Écluse.

### Le réaménagement de 2012

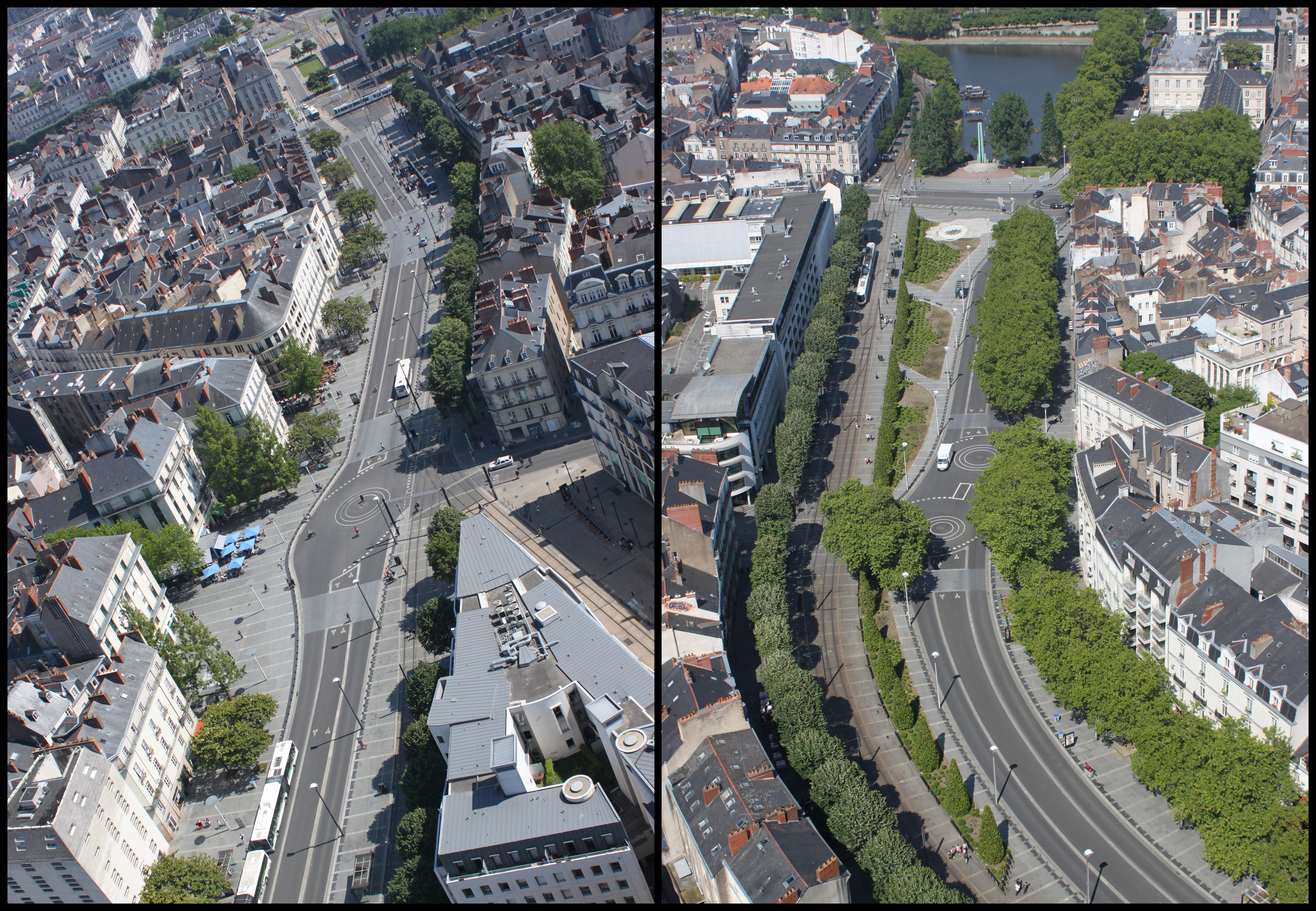
Le Sud (à g.) et le Nord (à d.) du cours, après les travaux de 2012, vus du haut de la Tour Bretagne.

À l'automne 2012, après de nouveaux aménagements, la partie Sud du cours à partir de la place de l'Écluse, ainsi que plusieurs rues adjacentes sont devenues « zone à trafic limité », où seuls les cyclistes, les autobus, les véhicules en intervention, ceux des riverains, commerçants et livreurs sont autorisés à circuler de 7 h 30 à 11 h. La pose d'un macaron au pare-brise est nécessaire pour les habitants, les commerçants ainsi que les livreurs pour  accéder au cours, ce dernier étant délivré par la mairie.

## Bâtiments remarquables et lieux de mémoire

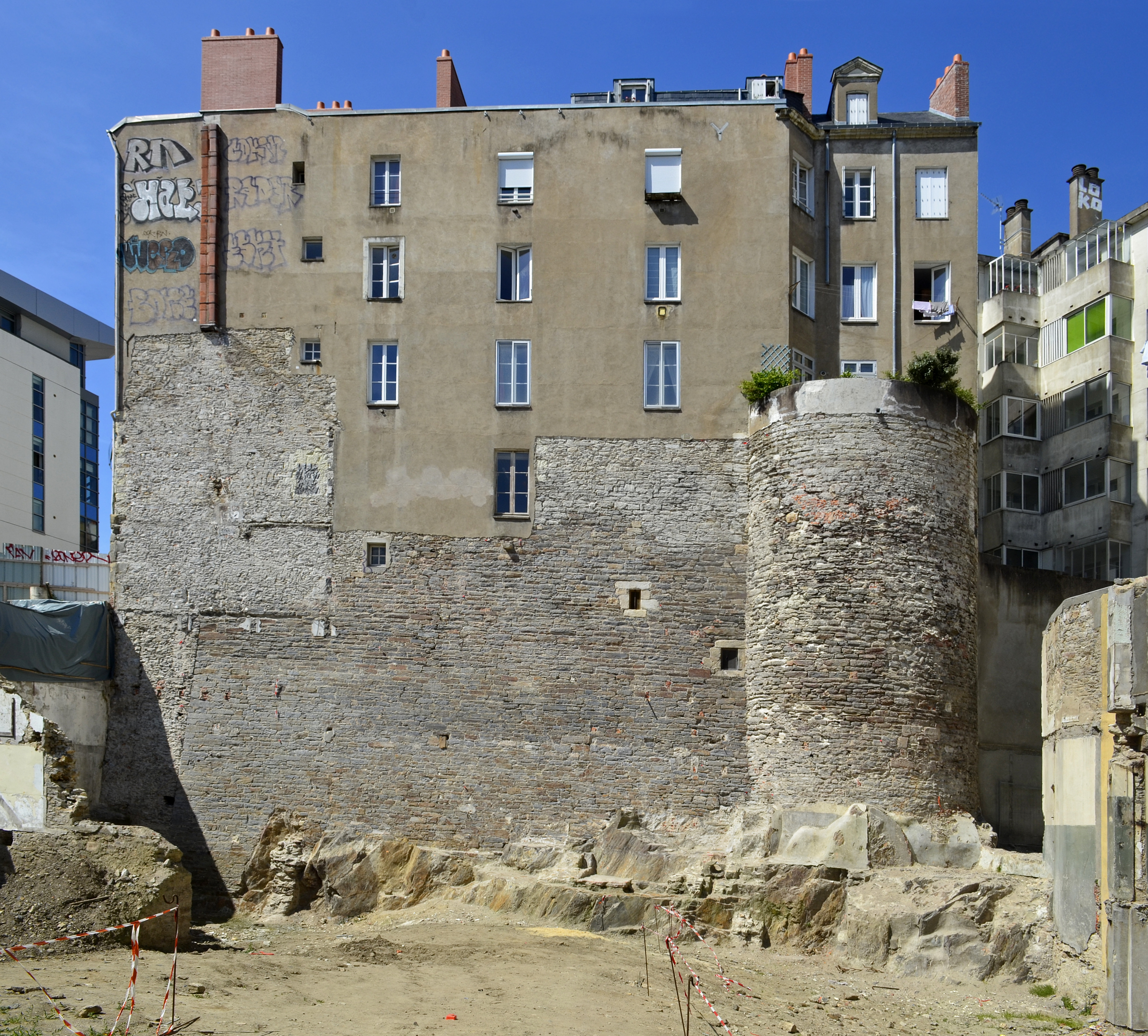
La tour du Haut-Pas avec la trace de l'ancien bâtiment sur le mur

- L'hôtel La Pérouse est situé allée Duquesne.
- La tour du Haut-Pas, vestige de la Porte Sauvetout a fait l'objet de fouilles archéologiques avant la construction de l'immeuble Orléans. Bâtis directement sur la roche, à proximité d'un fossé du XIIIe siècle, la tour et les remparts attenants datent du XVe siècle. Depuis le XIXe siècle, un édifice lui était adossé ; il a été démoli puis remplacé, depuis 2014, par un nouvel immeuble.